# イラン百科事典
イラン百科事典（ラテン語: Encyclopædia Iranica）はコロンビア大学イラン学センターによるプロジェクト。1973年開始。イランの人びとの先史時代から現在にいたるまでの歴史、文化、文明にかかわる総合的で信頼性の高い英語による百科事典の編纂を目的としている。同事典はイラン学の学術専門領域における標準的百科事典である。
1979年以降、同事典編纂は全米人文科学基金とその他の慈善団体、個人の後援を受けている。2007年現在、数年にわたって全米人文科学基金の支援は企画予算全体の約3分の1を占める。
イラン百科事典の扱う範囲はペルシア（イラン）をこえて、イラン語がいずれかの時代に優勢であったペルシアを取り囲む諸地域におよぶ。すなわちアフガニスタン、タジキスタン、アナトリア、クルディスターンであり、またコーカサス、南アジア、中央アジア、メソポタミアの一部も含む。またイラン世界とその他の地域、たとえば中国やヨーロッパその他との関係も扱われる。
現在第12巻まで出版されているが、全巻が刊行されると30巻以上となる計画である。編集長はエフサーン・ヤールシャーテル、編纂主幹はアフマド・アシュラーフ。編纂委員会にはニコラス・シムズ＝ウィリアムズ、クリストファー・ブルンナー、モフセン・アシュティヤーニー、マヌーチェフル・カーシェフなどがおり、また主要イラン学関連研究機関から40人以上の編集協力者として名を連ねる。イラン百科事典の記事執筆者となった研究者は増え続け、2006年現在で1,200人以上。執筆者の所属機関はアメリカ合衆国、ヨーロッパ、アジアにまたがる。
イラン百科事典の編纂は、複数の基金、団体、個人によって支援されている。支援者の一覧には全米人文科学基金、米国学術団体協議会、国際学士院連合、イラン・ヘリテージ財団などの名があり、その他多くの慈善的な諸家、諸個人が挙げられている。
各項目の全文をオンライン上で無料で閲覧できる。かつては無料フォントをダウンロードする必要があったが、現在はUnicodeを採用しており、特別なフォントは必要としない。
2007年3月25日、AP通信が『イラン百科事典』についてのニュース記事を配信、同事典を広範に紹介することとなった。記事は印刷メディア・オンラインメディアの双方で取り上げられている。たとえばCNNインターナショナルは修正を加えたうえでWebサイトに掲載した。しかしながら同記事は、正確性において深刻な問題があり、イラン百科事典ではこれについて公式なコメントを発表している。